# Parafia św. Marii Magdaleny w Mikaszówce
Parafia Świętej Marii Magdaleny w Mikaszówce – rzymskokatolicka parafia leżąca w dekanacie Lipsk należącym do diecezji ełckiej. Erygowana w 1907 roku.

## Historia
Parafia została erygowana 27 kwietnia 1907 roku przez biskupa Józefa Antonowicza, administratora diecezji sejneńskiej.

## Proboszczowie
- ks. Józef Lorent (1926-1930)[3]
- ks. Stanisław Piotr Maciątek (1934-1937)[4]
- ks. Andrzej Borkowski[5]